# علي حسن مويني
علي حسن مويني (بالسواحلية: Ali Hassan Mwinyi)‏ (و. 1925 – م) هو سياسي، ومحامي من تنزانيا . تولى منصب رئيس تنزانيا (5 نوفمبر 1985–23 نوفمبر 1995)، ورئيس زنجبار (30 يناير 1984–24 أكتوبر 1985)، ونائب رئيس تنزانيا (1984–1985).

## الجوائز
- جائزة الملك فيصل العالمية في خدمة الإسلام سنة 2022، بالاشتراك مع حسن محمود الشافعي.[6][7]

## روابط خارجية
- علي حسن مويني على موقع الموسوعة البريطانية (الإنجليزية)
- علي حسن مويني على موقع مونزينجر (الألمانية)